# Sassello
Sassello és un municipi italià, situat a la regió de la Ligúria i a la província de Savona. L'any 2006 tenia 1.817 habitants.